# Céladonite
La céladonite est un minéral du groupe des micas, un phyllosilicate du potassium, il contient du fer dans les deux états d'oxydation, de l'aluminium et de l'hydroxyde. Sa formule est K(Mg,Fe)(Fe,Al)[Si4O10](OH)2.
Il cristallise en système monoclinique et forme habituellement des agrégats massifs de cristaux prismatiques ou en masses d'argiles ternes. Il est tendre avec une dureté Mohs de 2 et une densité de 3. La céladonite se trouve généralement en masses ternes gris-vert à vert bleuâtre.
Il a été décrit pour la première en 1847 sur le mont Baldo, près de Vérone, en Italie. Le nom vient du céladon français.

## Classification
Elle fait partie du groupe des micas, et plus particulièrement du sous-groupe de la muscovite.
| Minéral                | Formule                            | Groupe ponctuel | Groupe d'espace |
| ---------------------- | ---------------------------------- | --------------- | --------------- |
| Muscovite              | KAl2(Si3Al)O10(OH,F)2              | 2/m             | C2/m            |
| Paragonite             | NaAl2(Si3Al)O10(OH)2               | m ou 2/m        | Cc ou C2/c      |
| Chernykhite            | (Ba,Na)(V,Al,Mg)2(Si,Al)4O10(OH)2  | 2/m             | C2/c            |
| Roscoélite             | K(V,Al,Mg)2AlSi3O10(OH)2           | 2/m             | C2/m            |
| Glauconite             | (K,Na)(Fe,Al,Mg)2(Si,Al)4O10(OH)2  | 2/m             | C2/m            |
| Céladonite             | K(Mg,Fe)(Fe,Al)[Si4O10](OH)2       | 2/m             | C2/m            |
| Ferrocéladonite        | K2Fe2+Fe3+Si8O20(OH)4              | 2/m             | C2/m            |
| Ferroaluminocéladonite | K2Fe2Al2Si8O20(OH)4                | 2/m             | C2/m            |
| Aluminocéladonite      | KAl(Mg,Fe)2[Si4O10](OH)2           | 2/m             |                 |
| Chromcéladonite        | KCrMg(Si4O10)(OH)2                 | 2               | C2              |
| Tobélite               | (NH4,K)Al2(Si3Al)O10(OH)2          | 2/m             | C2/m            |
| Nanpingite             | Cs(Al,Mg,Fe,Li)2(Si3Al)O10(OH,F)2  | 2/m             | C2/c            |
| Boromuscovite          | KAl2(Si3B)O10(OH,F)2               | 2/m             | C2/m            |
| Montdorite             | (K,Na)(Fe,Mn,Mg)2,5[Si4O10](F,OH)2 | 2/m             | C2/c            |
| Chromphyllite          | (K,Ba)(Cr,Al)2[AlSi3O10](OH,F)2    | 2/m             | C2/c            |
| Shirokshinite          | KNaMg2Si4O10F2                     | 2/m             | C2/m            |